# 韦尔尼奥勒
韦尔尼奥勒（法語：Verniolle，法語發音：[vɛʁnjɔl]）是法国阿列日省的一个市镇，属于富瓦区。

## 地理
韦尔尼奥勒（43°4'54"N, 1°38'56"E）面积11.26 平方千米，位于法国奧克西塔尼大區阿列日省，该省份为法国西南部内陆省份，西部和北部与上加龙省接壤，东临奥德省，东南至东比利牛斯省接壤，南与安道尔和西班牙接壤。
与韦尔尼奥勒接壤的市镇（或旧市镇、城区）包括：库萨、帕米耶、莱皮若勒、圣让迪法尔加、拉图尔迪克里约、瓦里耶。

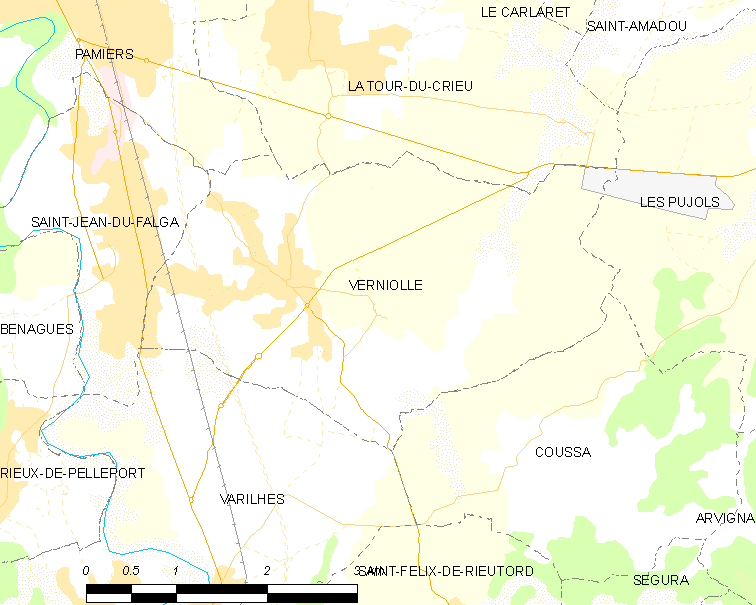
韦尔尼奥勒的OSM定位图

韦尔尼奥勒的时区为UTC+01:00、UTC+02:00（夏令时）。

## 行政
韦尔尼奥勒的邮政编码为09340，INSEE市镇编码为09332。

## 政治
韦尔尼奥勒所属的省级选区为阿列日河谷县。

## 人口

1962-2008年间韦尔尼奥勒人口变化图示

韦尔尼奥勒于2022年1月1日时的人口数量为2381人。